# Kropîvnea, Volodarsk-Volînskîi
Kropîvnea (în ucraineană Кропивня) este localitatea de reședință a comunei Kropîvnea din raionul Volodarsk-Volînskîi, regiunea Jîtomîr, Ucraina.

## Demografie
Componența lingvistică a localității Kropîvnea
     Ucraineană (99,05%)
     Alte limbi (0,81%)
Conform recensământului din 2001, majoritatea populației localității Kropîvnea era vorbitoare de ucraineană (99,05%), existând în minoritate și vorbitori de alte limbi.